# Euphylidorea meigenii
Euphylidorea meigenii là một loài ruồi trong họ Limoniidae. Chúng phân bố ở miền Cổ bắc.